# العلاقات البليزية السلوفاكية
العلاقات البليزية السلوفاكية هي العلاقات الثنائية التي تجمع بين بليز وسلوفاكيا.

## مقارنة بين البلدين
هذه مقارنة عامة ومرجعية للدولتين:
| وجه المقارنة                                              | بليز         | سلوفاكيا                                                       |
| --------------------------------------------------------- | ------------ | -------------------------------------------------------------- |
| المساحة (كم2)                                             | 22.97 ألف    | 49.03 ألف                                                      |
| عدد السكان (نسمة)                                         | 374.68 ألف   | 5.44 مليون                                                     |
| الكثافة السكانية (ن./كم²)                                 | 16.31        | 110.95                                                         |
| العاصمة                                                   | بلموبان      | براتيسلافا                                                     |
| اللغة الرسمية                                             | لغة إنجليزية | اللغة السلوفاكية                                               |
| العملة                                                    | دولار بليزي  | كرونة سلوفاكية، يورو                                           |
| الناتج المحلي الإجمالي (بليون دولار)                      | 1.84 مليار   | 95.77 مليار                                                    |
| الناتج المحلي الإجمالي (تعادل القوة الشرائية) بليون دولار | 3.05 مليار   | 162.34 مليار                                                   |
| الناتج المحلي الإجمالي الاسمي للفرد دولار أمريكي          | 4.88 ألف     | 16.09 ألف                                                      |
| الناتج المحلي الإجمالي للفرد دولار أمريكي                 | 8.42 ألف     | 30.46 ألف                                                      |
| مؤشر التنمية البشرية                                      | 0.715        | 0.844                                                          |
| رمز المكالمات الدولي                                      | +501         | +421                                                           |
| رمز الإنترنت                                              | .bz          | .sk                                                            |
| المنطقة الزمنية                                           | 00           | توقيت وسط أوروبا، ت ع م+01:00، ت ع م+02:00، أوروبا/براتيسلافا ‏ |

## منظمات دولية مشتركة
يشترك البلدان في عضوية مجموعة من المنظمات الدولية، منها:
| علم المنظمة | اسم المنظمة                        | تاريخ انضمام بليز | تاريخ انضمام سلوفاكيا |
| ----------- | ---------------------------------- | ----------------- | --------------------- |
|             | مؤسسة التنمية الدولية              | 19 مارس 1982      | 1993                  |
|             | يونسكو                             | 10 مايو 1982      | 9 فبراير 1993         |
|             | وكالة ضمان الاستثمار متعدد الأطراف | 29 يونيو 1992     | 1993                  |
|             | الأمم المتحدة                      | 25 سبتمبر 1981    | 19 يناير 1993         |
|             | الفريق المعني برصد الأرض           | ?                 | ?                     |
|             | الاتحاد البريدي العالمي            | ?                 | ?                     |
|             | البنك الدولي للإنشاء والتعمير      | 19 مارس 1982      | 1993                  |
|             | الاتحاد الدولي للاتصالات           | 16 ديسمبر 1981    | 23 فبراير 1993        |
|             | منظمة حظر الأسلحة الكيميائية       | ?                 | ?                     |
|             | مؤسسة التمويل الدولية              | 19 مارس 1982      | 1993                  |
|             | منظمة التجارة العالمية             | ?                 | ?                     |
|             | منظمة الشرطة الجنائية الدولية      | ?                 | ?                     |

## وصلات خارجية
- موقع وزارة الخارجية البليزية
- موقع وزارة الخارجية السلوفاكية